# Газпром
ЈАО Газпром (рус. Публичное акционерное общество «Газпром» — Јавно акционарско друштво „Газпром”) је највећи произвођач природног гаса у Русији и у свету и највећа руска компанија. Газпром је настао 1989. године, када је Министарство за гасну индустрију Совјетског Савеза трансформисано у корпорацију. Компанија је касније делимично приватизована, али и даље руска влада има контролни удео.

## Историја
У 2008, компанија је произвела 549,7 милијарди кубних метара природног гаса, што износи око 17% светске производње гаса. Поред тога, компанија је произвела 32 милиона тона нафте и 10,9 милиона тона кондензата гаса. Производња Газпрома чини 10% од бруто домаћег производа Русије у 2008. години.
Највећи део гасних поља Газпрома се налазе око Обског залива у Јамало-ненецком аутономном округу у западном Сибиру, а очекује се да ће Јамалско полуострво постати главна област за производњу гаса у будућности. Газпром има највећи мрежу за транспорт гаса у свету, са 158.200 километара гасовода. Велики нови пројекти укључују гасовод Северни ток и Јужни ток.
Предузеће поседује подружнице у више различитих индустријских сектора, укључујући и финансије, медије и ваздухопловство. Поред тога, контролише већину удела у различитим предузећима.

## Спонзорства
- Газпром је главни спонзор ФК Зенит Санкт Петербург
- Газпром је генерални спонзор ФК Црвена звезда
- Газпром је био генерални спонзор ФК Шалке 04
- Газпром је био један од главних спонзора УЕФА Лига Шампиона